# Jim Hayes
Jim Hayes (Ithaca, 18 febbraio 1948 – 11 marzo 2009) è stato un cestista statunitense, professionista nella ABA.

## Carriera
Venne selezionato dai Detroit Pistons al terzo giro del Draft NBA 1970 (47ª scelta assoluta).